# 1478年莫斯科—喀山战争
1478年莫斯科－喀山战争（俄語：Русско-казанская война）是莫斯科大公國和喀山汗国之間的一場戰爭。
1478年2月，喀山汗国得到消息，伊凡三世在与诺夫哥罗德共和国交戰時被击败（消息後來被證實是錯誤的），並且受伤以及逃回莫斯科，而且他的軍隊也被擊潰。喀山汗国於是乘此機會派兵進攻莫斯科大公國的基洛夫，但是未能攻下，喀山汗国軍隊轉而掠夺周边地区。几周后，當喀山汗国得知莫斯科大公國军队並未戰敗後，他們从基洛夫撤軍。
为報復喀山汗國的入侵舉動，莫斯科大公國的军队沿著伏尔加河奔向喀山。另一支部隊則渡過莫洛馬河攻擊喀山汗国的东部領土。莫斯科大公國的军队到达喀山后，由於受到一場強風暴干擾，他們未能佔領喀山。
最終兩國暫時締結了和平協議。